# Аварійна сигналізація

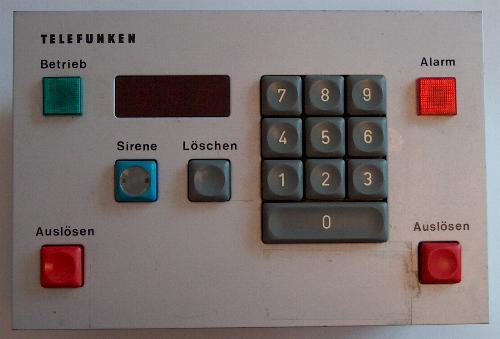
Центр управління сигналізації, з двотональним кодером для сирени.

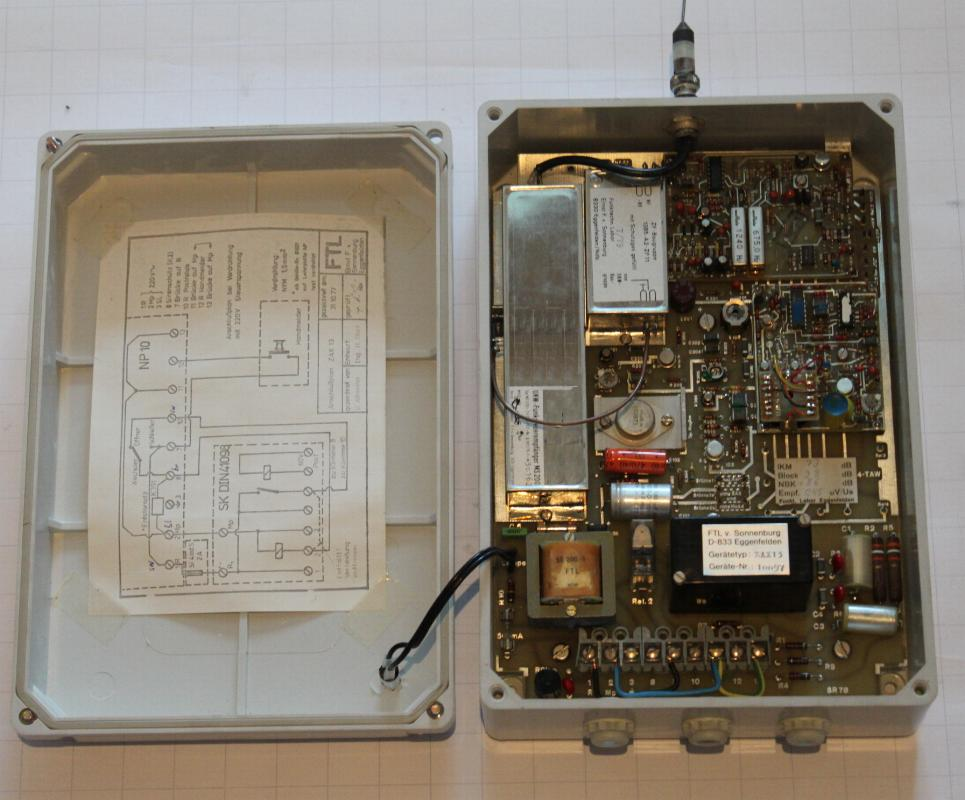
Сирена дистанційного керування MS200 з відкритою кришкою.

Аварійна сигналізація — сукупність умовних знаків та пристроїв для повідомляння дзвінком, сиреною, світлом, гаслом про аварійний стан об'єктів.
Наприклад — встановлюється на найвідповідальніших ділянках гірничовидобувного і переробного устаткування, зокрема, підготовки нафти і газу, компресорних станцій, пунктів керування системою нафтогазопроводів.